# Tear down this wall!

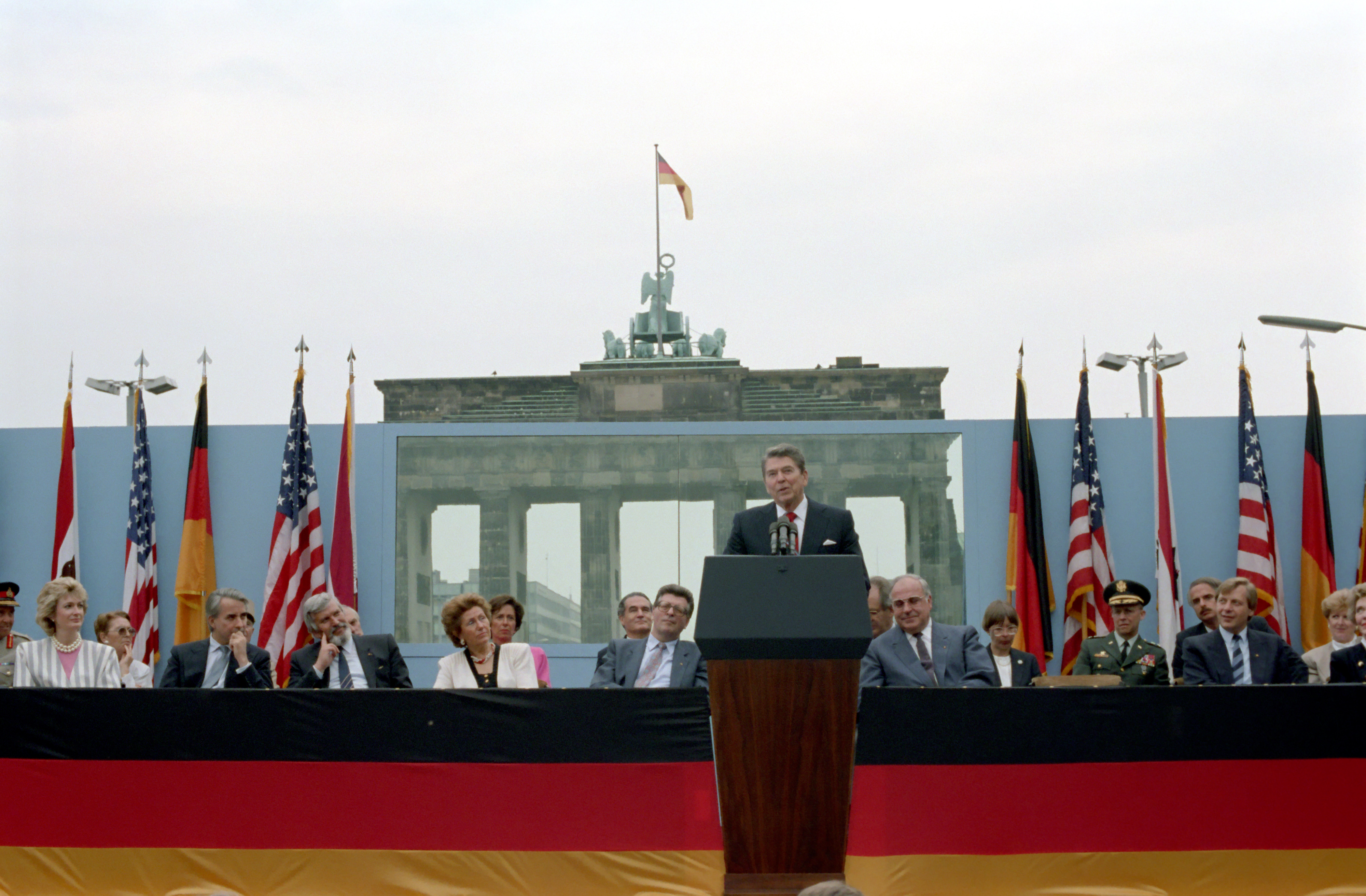
Il presidente statunitense Ronald Reagan mentre parla di fronte alla Porta di Brandeburgo

Tear down this wall! (Abbatta questo muro!) è una frase pronunciata il 12 giugno 1987 dall'allora presidente degli Stati Uniti d'America Ronald Reagan durante un discorso tenuto presso la Porta di Brandeburgo, in occasione dei 750 anni di Berlino. La frase era un'esortazione rivolta al segretario generale del PCUS Michail Gorbačëv ad abbattere il Muro di Berlino.

## Contesto
Costruito nel 1961, il Muro di Berlino divenne noto come un simbolo della contrapposizione Est-Ovest. Il presidente Reagan nel 1987 visitò Berlino per la seconda volta in cinque anni durante un momento di accresciuta tensione causata in particolare dal dibattito sul posizionamento di missili statunitensi a corto raggio in Europa.

## Il discorso
Il discorso fu tenuto in prossimità della Porta di Brandeburgo, luogo simbolo della città che, pur trovandosi oltre il muro, nella zona orientale della città, era ben visibile alle spalle del presidente statunitense.
Il discorso presidenziale usò il muro come metafora per le differenze ideologiche ed economiche tra Est ed Ovest e la frase Tear down this wall era la logica conclusione per proposte inoltrate. L'inserimento di questa frase fu fonte di controversie all'interno dell'amministrazione Reagan. Diversi membri dello staff sconsigliarono di menzionare il muro, affermando che ciò avrebbe provocato ulteriori tensioni col blocco sovietico e avrebbe messo in imbarazzo Gorbačëv, con il quale il presidente Reagan aveva costruito un buon rapporto. Fu soprattutto Peter Robinson, speechwriter della Casa Bianca, che si recò preventivamente in Germania Ovest per sondare il ritorno positivo del discorso, ad insistere per introdurre la frase e Reagan approvò.
Arrivato a Berlino il 12 giugno 1987, il presidente Reagan ha prima visitato il Palazzo del Reichstag per poi dirigersi verso la Porta di Brandeburgo. Il discorso fu tenuto alle due del pomeriggio davanti a circa quarantamila persone. Reagan era protetto da due lastre di vetro antiproiettile alle spalle per evitare eventuali azioni terroristiche provenienti dalla zona Est, che ovviamente non poteva essere presidiata dalle forze di polizia occidentali.
Quel pomeriggio, Reagan disse:
Più tardi, nel suo discorso, Reagan disse inoltre:

## Conseguenze
Nel 1987 il discorso ricevette una copertura mediatica relativamente modesta. Dalla parte orientale della cortina di ferro l'accoglienza al discorso fu fredda: l'agenzia di stampa sovietica TASS definì la visita «apertamente provocativa, portatrice di guerra» e Günter Schabowski parlò di «assurda dimostrazione da parte di un guerriero».
Ventinove mesi dopo, il 9 novembre 1989, il muro di Berlino cadde. Nel settembre 1990 Reagan, ormai decaduto dalla carica di presidente, tornò a Berlino e diede alcune simboliche martellate ad un pezzo di muro ancora in piedi.
L'ex cancelliere tedesco occidentale Helmut Kohl ha detto che non dimenticherà mai quando fu vicino a Reagan durante il discorso in cui sfidò Gorbačëv ad abbattere il muro di Berlino: «È stato un colpo di fortuna per il mondo, soprattutto per l'Europa».
Il discorso è ricordato come un momento importante della guerra fredda e la frase Tear down this wall! è divenuta la più famosa della presidenza di Ronald Reagan. A distanza di vent'anni il quotidiano tedesco Bild ha affermato che quel discorso cambiò il mondo.

## Citazioni
A volte la frase è stata citata con esplicito riferimento al discorso di Reagan, anche in contesti estranei a quella circostanza, come ad esempio nell'articolo intitolato Mr. Bush, tear down this wall, pubblicato sulla rivista Electronic Engineering Times nel 2005 o nell'articolo Mr. Obama, Tear Down This Wall! pubblicato su Freeman new series Foundation for economic education nel 2009.